# Ronald Peter Fabbro

Bischofswappen von Ronald Peter Fabbro

Ronald Peter Fabbro CSB (* 6. November 1950 in Greater Sudbury, Kanada) ist Bischof von London in Ontario.

## Leben
Ronald Peter Fabbro studierte zunächst Mathematik und erwarb 1993 an der University of Toronto den Mastergrad. Er trat vierundzwanzigjährig, am 15. August 1975, in die Kongregation der Basiliuspriester ein und legte ein Jahr später die erste Profess ab. In dieser Kongregation wurde er am 3. Mai 1980 zum Priester geweiht.
Von 1981 bis 1986 studierte er an der Päpstlichen Universität Gregoriana in Rom Moraltheologie. 1983 erwarb er hier das Lizenziat und wurde 1989 promoviert. Ab 1986 lehrte er als Professor am Saint Joseph’s College der University of Alberta, ab 1990 am Saint Michael’s College in Toronto.
1993 wurde er Mitglied der Ordensleitung, von 1997 bis zur Ernennung zum Bischof im Jahr 2002 war er Generalsuperior der Basiliuspriester.
Die Ernennung zum Bischof von London (Ontario) durch Papst Johannes Paul II. erfolgte am 27. April 2002. Sein Amtsvorgänger John Michael Sherlock spendete ihm am 15. August desselben Jahres die Bischofsweihe. Mitkonsekratoren waren Weihbischof Richard John Grecco aus Toronto und der Bischof von Las Cruces, Ricardo Ramirez CSB.